# 感情焦点化療法
感情焦点化療法（かんじょうしょうてんかりょうほう、英: Emotionally focused therapy ; EFT,エモーション・フォーカスト・セラピー）は、通常は短い期間（8 - 20セッション）で構成される、個人・カップル・家族を対象とする心理療法アプローチである。感情焦点化療法はゲシュタルト療法、来談者中心療法、愛着理論の要素を含んでいる。これまでに、うつ、複雑性PTSD、全般性不安症等に対する効果が実証的に示されてきた。
セラピストの役割は、クライエントが共感や肯定によるあたたかい治療関係をよりどころとしながら、セラピストとの協同的な相互作用の中で感情体験を深め、治療課題へ取り組めるよう援助することである。クライエントが感情を消化することをサポートできるよう、フォーミュレーションに基づいて、エンプティ・チェアの対話、フォーカシング、共感的肯定などのアプローチを用いる。